# Tales from moonlit bay
Tales from moonlit bay is een studioalbum van Bert Heinen onder bandnaam Like Wendy.
Like Wendy kwam opnieuw met voortkabbelende progressieve rock annex neoprog in dromerige sferen. Dit album viel op vanwege de lange gitaarsolo’s in gebed in feeërieke toetsenklanken en het vrij lange The falcon suite, een zogenaamde epic. Heinen nam alles weer zelf op in een “mobile studio” in Spakenburg. 
Progwereld constateerde bij de recensie dat het jammer is dat de muziek van Like Wendy niet op het podium te horen is/was. 

## Musici
- Bert (Marien)  Heinen – zang, alle muziekinstrumenten

## Muziek
| Nr. | Titel               | Duur  |
| --- | ------------------- | ----- |
| 1.  | The falcon suite    | 20:57 |
| 2.  | The price for trust | 4:40  |
| 3.  | A king’s epitaph    | 8:07  |
| 4.  | Paradise            | 5:33  |
| 5.  | Ivory tower         | 4:58  |
| 6.  | Live at Armageddon  | 7:19  |
| 7.  | Wreck of a dancer   | 12:22 |